# Roraimataggstjärt
Roraimataggstjärt (Synallaxis kollari) är en fågel i familjen ugnfåglar inom ordningen tättingar.

## Utseende och läte
Roraimataggstjärten är en 15,5 cm lång bjärt roströd fågel med distinkt hvuudteckning. Hjässan är gråbrun, kinderna grå och strupen vit med svarta fläckar. Vidare syns ett rostrött streck bakom ögat och ett vitt strupesidesstreck. Buken är vit. Sången består av parvisa korta toner i sekundintervaller, med den andra tonen något ljusare än den första.

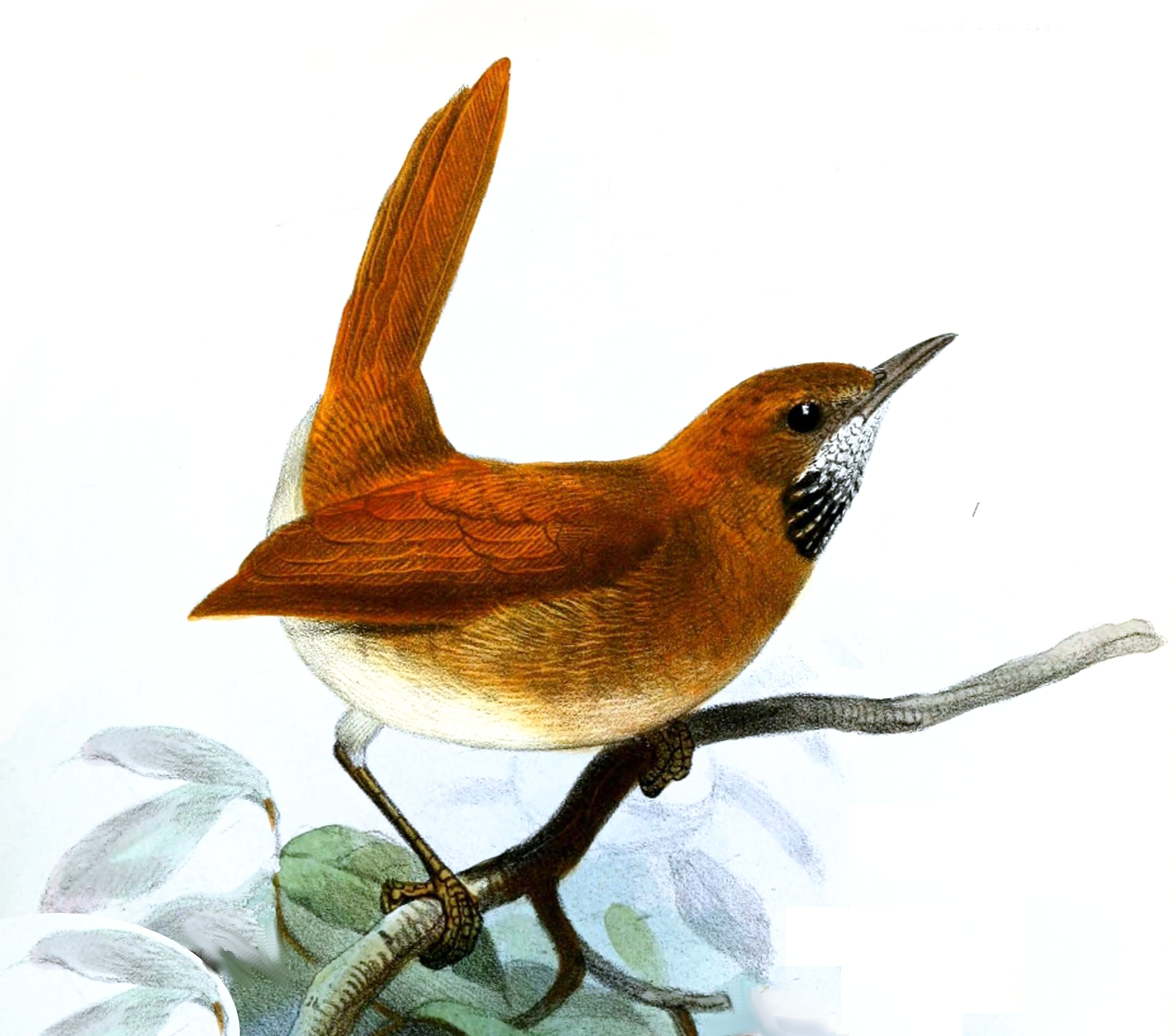

## Utbredning och status
Fågeln förekommer lokalt i norra Brasilien (Roraima) och Guyana. IUCN kategoriserar arten som starkt hotad.

## Namn
Fågelns vetenskapliga artnamn hedrar Vincenz Kollár (1797–1860), en österrikisk entomolog som samlade in typexemplaret.